# Philippe Chat
Philippe Chat (* 10. Mai 1970) ist ein ehemaliger französischer Fußballschiedsrichter.
Chat pfiff sein erstes Spiel auf nationaler Ebene, als er eine Partie der Coupe de France 1997/98 leitete. Nachdem er sich zuvor als Schiedsrichter in der semiprofessionellen dritten Liga etabliert hatte, stand er beim 2:0 des SC Bastia gegen Grenoble Foot am 29. Oktober 2005 erstmals bei einer Zweitligapartie auf dem Platz. Zur Saison 2006/07 wurde der damals 36-Jährige in die Liste der Schiedsrichter der Ligue 2 aufgenommen und leitete 16 Spiele. Seine Einsatzzahlen blieben weitgehend konstant, sodass er bei 70 Zweitligapartien als Unparteiischer arbeitete, ehe er 2010 mit 40 Jahren aus der Liste für die zweithöchste französische Spielklasse ausschied. Bis 2011 war er weiter in der vierten Liga und in der Coupe de France im Einsatz. An einem Erstligaspiel war Chat nie beteiligt.